# Antoine de Jussieu
Antoine de Jussieu (Lyon, 6 juli 1686 – Parijs, 22 april 1758) was een Frans botanicus en arts.

## Biografie
De Jussieu was een zoon van een apotheker, broer van Bernard (1699-1777), Joseph (1704-1779) en Christophe (1685-1758, de vader van Antoine Laurent de Jussieu). Hij studeerde eerst enige tijd theologie maar was al op jonge leeftijd in de botanie geïnteresseerd. In Lyon werd hij door dokter Jean-Baptiste Goiffon (1658-1730), die een Flora van de omgeving samenstelt, al op veertienjarige leeftijd geïntroduceerd in het werk van Joseph Pitton de Tournefort. De Jussieu besloot daarop uiteindelijk om geneeskunde te studeren in Montpellier. Die studie en zijn liefde voor planten brachten hem op plantenexcursies in Normandië en Bretagne. Door zijn onderzoek trok hij de aandacht van Guy-Crescent Fagon, de lijfarts van Lodewijk XIV, en inmiddels ook hoofdinspecteur van de Koninklijke Plantentuin in Parijs. De Jussieu ging naar Parijs in de hoop daar ook De Tournefort te ontmoeten. Hij kwam er aan toen De Tournefort op zijn sterfbed lag, na een aanrijding door een kar. Na de dood van De Tournefort, in 1708, werd diens leerstoel in de botanie, aan de Koninklijke Plantentuin, in eerste instantie toegewezen aan Antoine-Tristan Danty d’Isnard (1663-1743) maar die vertrok een jaar later alweer. Fagon beval vervolgens met succes De Jussieu aan als opvolger. Dat was opvallend omdat Jussieu niet van de Parijse faculteit kwam, en velen de gedoodverfde opvolger zagen in Sébastien Vaillant (1669-1722), die al een tijd de positie van assistent-demonstrateur bekleedde.
De Jussieu blonk uit door zijn lessen in de botanie, gegeven in het Frans, en trok veel studenten. Eenmaal aan het werk maakte hij talloze botanische uitstapjes naar de Languedoc en de Provence.
In 1711 werd De Jussieu toegelaten als lid van de Académie des Sciences in Parijs en in 1718 werd hij zelfs lid van de Royal Society in Londen.
Hij gaf de eerste wetenschappelijke beschrijving van de koffieplant (Coffea arabica). De soort was al wel bekend en werd gekweekt in Arabië. De Jussieu zorgde voor de introductie ervan op de Franse Antillen, in 1720, toen hij de eerste planten naar chevalier Desclieux stuurde.
Ook in Frankrijk hield hij zich bezig met de introductie van planten, in de Koninklijke Plantentuin welteverstaan. De meeste van die soorten moesten in de kassen van de tuin worden gekweekt. Hij had een bijzondere interesse voor planten met een economische waarde, zoals specerijen (peper, van het Franse Réunion) of planten waaruit harsen konden worden gewonnen.
In 1716 vertrouwde Bignon (1662-1743), voorzitter van de Académie des Sciences, hooggeplaatst ambtenaar en bibliothecaris (en predikant) van de koning, hem een missie naar Spanje en Portugal toe om daar planten te verzamelen. De Jussieu vroeg zijn broer Bernard, 17 jaar oud, om hem op die reis van tien maanden te vergezellen. Na terugkomst liet De Jussieu zijn reisverslag verschijnen in de Mémoires de l'Académie des Sciences.
Korte tijd later werd hij belast met het geven van de lessen in de materia medica aan de faculteit der geneeskunde van de Universiteit van Parijs. Die aanstelling als docent was de aanleiding voor een in 1772 postuum verschenen publicatie onder de titel Traité des vertus des plantes [Verhandeling over de geneeskrachten van planten].
De Jussieu bleef naast zijn werk in de botanie zijn beroep van arts uitoefenen. Die dubbele specialiteit maakte het hem mogelijk onderzoek te doen naar de toepasbaarheid van verschillende plantensoorten als geneesmiddel, zoals de kinine uit de kinabast (Cinchona officinalis), tegen koorts.
Het uitgebreide herbarium van Antoine de Jussieu, met planten uit Frankrijk en het Iberisch Schiereiland, is na zijn dood in de familie gebleven en pas na de dood van Adrien, in 1853, samen met de herbaria van de andere Jussieus in beheer gekomen bij het Muséum national d'histoire naturelle (P). Het wordt beheerd als een aparte collectie (P-JU).

## Werken
Antoine de Jussieu heeft niet veel eigen werken gepubliceerd die de tand des tijds hebben doorstaan. De twee publicaties waarmee hij de meeste bekendheid heeft gekregen zijn door hem bewerkte uitgaven van andere auteurs:
- Jacques Barrelier (1714), Plantae per Galliam, Hispaniam et Italiam observatae, iconibus aeneis exhibitae (Parijs), postume uitgave onder redactie van Antoine de Jussieu van het werk van de dominicaanse pater Jacques Barrelier (1606-1673), met 334 botanische platen, samen 1392 figuren.
- Joseph Pitton de Tourneforts (1719), Institutiones rei herbariae derde druk, uitgebreid en bewerkt door Antoine de Jussieu.[8]

### Eigen werk
- 1712 Description du Coryspermum Hyssopifolium, Plante d'un nouveau genre. in Mémoires de l'Académie des Sciences (Parijs): 187.
- 1713 Histoire du caffé. in Mémoires de l'Académie des Sciences (Parijs): 291.
- 1718 Examen des causes des Impressions de Plantes marquées sur certaines Pierres des environs de Saint-Chaumont dans le Lyonnois. in Mémoires de l'Académie des Sciences (Parijs): 287.
- 1718 Discours sur le progrès de la botanique au Jardin Royal de Paris, suivi d'une introduction à la connoissance des plantes, prononcez à l'ouverture des demonstrations publiques le 31 May 1718.[9]
- 1721 Recherches Physiques sur les Petrifications qui se trouvent en France de diverses parties de Plantes et d'Animaux étrangers, et Supplement ausdites Recherches Physiques. in Mémoires de l'Académie des Sciences (Parijs): 69 en 322.[10]
- 1722 De l'origine et de la formation d'une sorte de Pierre figurée, que l'on nomme Corne d'Ammon. in Mémoires de l'Académie des Sciences (Parijs): 235.
- 1728 De la nécessité des Observations à faire sur la nature des Champions, et la Description de celui qui peut être nommé Champion Lichen. in Mémoires de l'Académie des Sciences (Parijs): 268.
- 1728 De la nécessité d'établir dans la Méthode nouvelle des Plantes une Classe particulière pour les Fungus, à laquelle doivent se rapporter non seulement les Champions, les Agarics, mais encore les Lichens; à l'occasion de quoi on donne la description d'une espèce nouvelle de Champion qui a une vraye odeur d'Ail. in Mémoires de l'Académie des Sciences (Parijs): 377.
- 1729 Recherches d'un Spécifique contre la Dissenterie, indiqué par les Anciens Auteurs sous le nom de Macer, auquel l'Ecorce d'un Arbre de Cayenne, appellé Simarouba, peut être comparé et substitué. in Mémoires de l'Académie des Sciences (Parijs): 32.[11]
- 1772 Traité des vertus des plantes. (Nancy).

Op pagina 108 en 109 van Bibliotheca botanica deel 2 (1772) geeft Haller een opsomming van de geschriften van Antoine de Jussieu. Hallers werk is in het Latijn dus van de in het Frans geschreven publicaties van Jussieu geeft hij een Latijnse vertaling of omschrijving. Histoire du caffé (1713) bijvoorbeeld wordt bij Haller Descriptio et icon Coffeae.

## Eponiemie
De Catholic Encyclopedia vermeldt dat Linnaeus de soort Simarouba jussiaei (een Quassia) naar Antoine de Jussieu zou hebben vernoemd. Het geslacht Simarouba werd echter pas in 1775 door Aublet benoemd. Linnaeus stierf in 1778 en publiceerde, wegens slechte gezondheid, de laatste jaren van zijn leven niet meer. Er is ook geen enkele bron die de naam "Simarouba jussiaei" of een spellingsvariant daarvan bevestigt. Dit verhaal moet waarschijnlijk naar het rijk der fabelen worden verwezen.
- Bibsys: 3031037
- Bibliothèque nationale de France: cb12292557g (data)
- Author citation (botany): Ant.Juss.
- Gemeinsame Normdatei: 117241865
- International Standard Name Identifier: 0000 0001 2134 1865
- Library of Congress Control Number: nr95001822
- Nationale Bibliotheek van Tsjechië: ntk20241233452
- Nationale bibliotheek van Australië: 35854590
- Nationale Bibliotheek van Israël: 987007263471705171
- Nederlandse Thesaurus van Auteursnamen: 070078661
- Réseau des bibliothèques de Suisse occidentale: 02-A013809152
- SNAC: w6b30crc
- Système universitaire de documentation: 031772498
- Trove: 1117124
- Virtual International Authority File: 56673731
- WorldCat: E39PBJxRHXRqkr9phGR786YwYP